# Kendall (hrabstwo Monroe)
Kendall – wieś w Stanach Zjednoczonych, w stanie Wisconsin, w hrabstwie Monroe.